# Paramount Hotel
El Paramount Hotel (anteriormente Century-Paramount Hotel) es un hotel en el Theatre District de Midtown Manhattan en la ciudad de Nueva York, Estados Unidos. Diseñado por el arquitecto Thomas W. Lamb, está en 235 West 46th Street, entre la Octava Avenida y Broadway. Es propiedad de RFR Realty y contiene 597 habitaciones. Diseñado en un estilo renacentista, es un hito designado por la ciudad de Nueva York.
Tiene 19 pisos de altura y está dispuesto en forma de H, con patios iluminados al oeste y al este. Las fachadas norte y sur del hotel contienen numerosos contratiempos. La fachada está hecha de ladrillo, piedra y terracota; la mayor parte del detalle decorativo se concentra en la fachada sur, a lo largo de la calle 46. contiene una columnata de doble altura a nivel de calle, así como varias terrazas sobre cada uno de los contrafuertes.  tiene una cubierta a cuatro aguas de doble altura flanqueada por cubiertas abuhardilladas. El sótano contiene un lugar para eventos llamado Sony Hall, que históricamente se ha utilizado como discoteca y teatro. El diseño del vestíbulo de doble altura data de una renovación de 1990 realizada por Philippe Starck.
Isidore Zimmer, Samuel Resnick y Frank Locker lo desarrollaron a partir de 1927 y se inauguró el 12 de junio de 1928. La propiedad fue ejecutada poco después de su finalización y Chase National Bank se hizo cargo en la década de 1930. Se hizo popular después de que el club nocturno Diamond Horseshoe de Billy Rose (ahora Sony Hall) abriera en el sótano en 1938. Cuando el Diamond Horseshoe cerró en 1951, comenzó a declinar y se vendió varias veces durante las próximas décadas. Era conocido como Century-Paramount durante la década de 1980. Philip Pilevsky y Arthur G. Cohen adquirieronen 1986 e Ian Schrager lo operó durante las siguientes dos décadas. Starck lo renovó  de 1988 a 1990 y desde entonces se han realizado varias renovaciones.fue vendido en 2004 a Sol Melia Hotels and Resorts y Hard Rock Cafe, luego en 2007 a Walton Street Capital. En 2011, fue vendido a RFR Holding de Aby Rosen.

## Sitio
Está en 235 West 46th Street, en la acera norte entre la Octava Avenida y Broadway, cerca de Times Square en el distrito de los teatros de Midtown Manhattan en la ciudad de Nueva York. El terreno rectangular cubre 15,062 pies cuadrados (1.399,3 m, con un frente de 150 pies (46 m) sobre la calle 46 y un fondo de 100.42 pies (30,61 m) comparte la cuadra con el Teatro Brooks Atkinson al sur y el Hotel Edison y el Teatro Lunt-Fontanne al este. Otros edificios cercanos incluyen el Teatro Samuel J. Friedman al norte; el teatro Ethel Barrymore, el teatro Longacre y el edificio Morgan Stanley al noreste; el Teatro Richard Rodgers y el Teatro Music Box al sureste; el Teatro Imperial al sur; y el teatro de la calle 47 fuera de Broadway al oeste.
El área circundante es parte del distrito de los teatros de Manhattan y contiene muchos teatros de Broadway. Antes del desarrollo del Paramount Hotel en la década de 1920, el sitio contenía varios edificios de poca altura.

## Arquitectura
Fue diseñado por Thomas W. Lamb y construido por O'Day Construction Company. Era uno de los pocos edificios no teatrales de Lamb; la mayor parte de su obra consistió en más de 300 teatros y cines. Una fuente temprana caracterizó al hotel como un diseño del Renacimiento italiano, pero el propio sitio web del hotel y la Comisión de Preservación de Monumentos Históricos de la Ciudad de Nueva York describen el edificio como inspirado en el Renacimiento francés.
Debido a la presencia de un entrepiso sobre la planta baja, las fuentes difieren en cuanto a la cantidad de pisos que contiene. Mientras que la Comisión de Preservación de Monumentos Históricos de la Ciudad de Nueva York y SkyscraperPage dan una cifra de 19 pisos (excluyendo el entrepiso de la planta baja), el Departamento de Planificación Urbana de la Ciudad de Nueva York cita que  tiene 18 pisos de altura, y Emporis da una cifra de 20 pisos. Originalmente tenía 700 habitaciones.

### Forma
Tiene una disposición en forma de H. Las elevaciones norte y sur tienen doce bahías de ancho, mientras que las elevaciones oeste y este son más estrechas y tienen patios de luz en el centro. El alzado norte mira hacia el centro de la manzana, hacia la calle 47, y el alzado sur mira hacia la calle 46. La concentración incluye varios contratiempos en los pisos 12, 14, 16 y 18. Debido a que los retranqueos solo se ubican en los alzados norte y sur de la fachada, solo son visibles desde el oeste y el este.
A lo largo de la calle 46, los primeros once pisos ocupan casi todo el sitio (a excepción de los patios de luces), extendiéndose hacia afuera hasta el límite del lote. Los ocho vanos centrales de los pisos 12 y 13 están empotrados en los dos vanos de los extremos a cada lado. Hay otro contratiempo en las doce bahías en el piso 14, aunque las bahías centrales en los pisos 14 y 15 todavía están empotradas. Por encima del piso 16, las tres bahías exteriores de cada lado están rebajadas significativamente. Las secciones de muros diagonales unen los vanos más externos con los cuatro vanos centrales, que continúan hacia arriba desde el retranqueo del piso 14. En los pisos 18 y 19, los vanos exteriores de cada lado forman un techo abuhardillado de cobre con ventanas abuhardilladas, mientras que los vanos centrales están rematados por un techo a cuatro aguas.
A lo largo de la elevación norte (hacia la calle 47), los diez pisos más bajos están oscurecidos por edificios vecinos como el teatro Brooks Atkinson, aunque los pisos 11 al 19 son visibles desde la calle 47. Los contratiempos en esta elevación abarcan todos el ancho de la fachada.

### Fachada
La fachada está hecha de ladrillo, piedra y terracota. La mayor parte del detalle decorativo se concentra en la fachada sur, frente a la calle 46. Las decoraciones más ornamentadas se encuentran en la planta baja, el entrepiso y el segundo piso, ya que es la parte más prominente de la fachada desde el nivel de la calle. Los otros pisos contienen detalles decorativos más simples.

#### Base

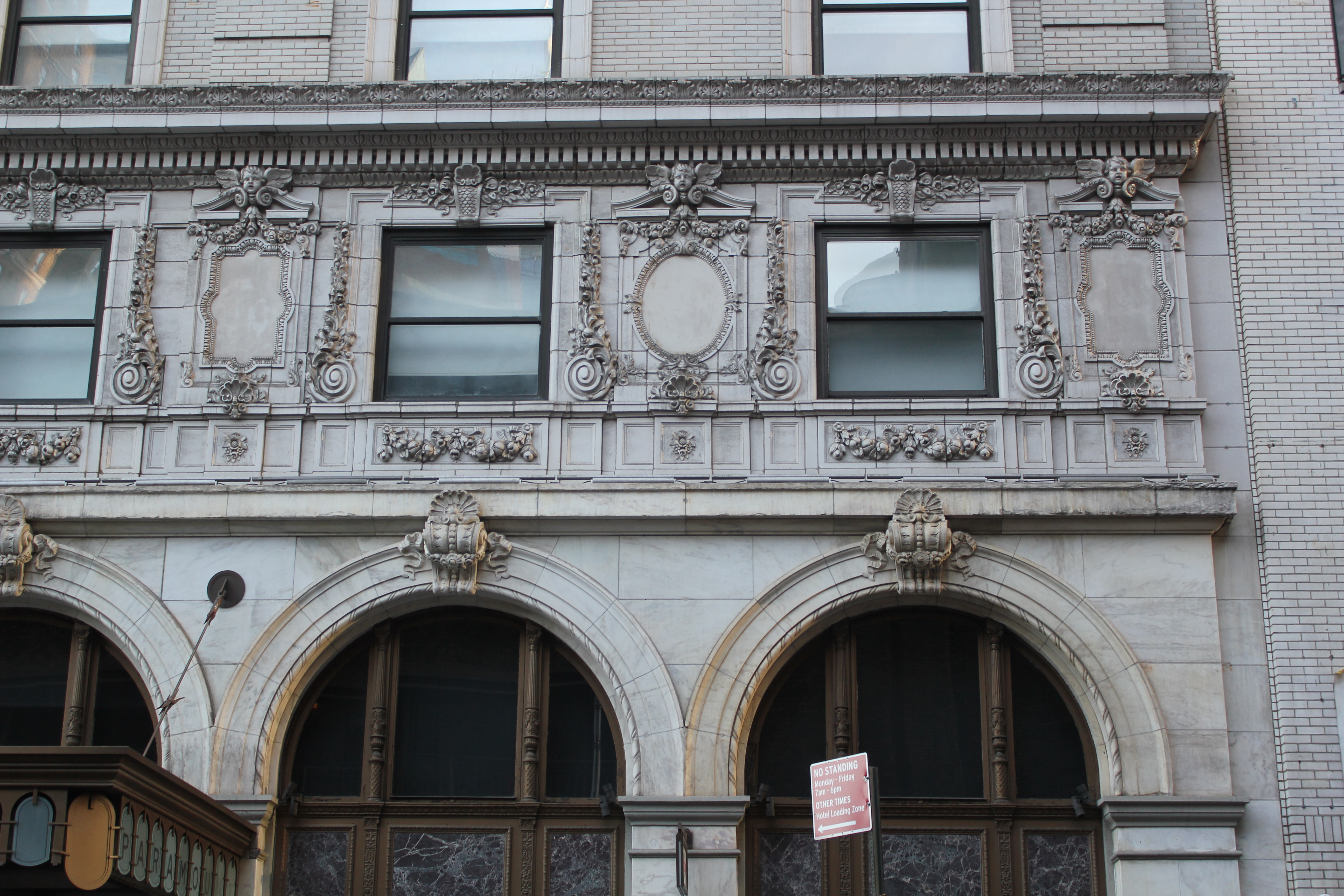
Detalle del entrepiso (abajo) y las ventanas del segundo piso (arriba). La parte superior de cada arco contiene un marco de hierro tripartito. Las ventanas del segundo piso, sobre los arcos, son ventanas de guillotina rectangulares rodeadas por molduras de orejas. Hay paneles de mármol entre cada juego de ventanas del segundo piso.

A nivel del suelo, la fachada de la calle 46 consta de una columnata de doble altura con doce arcos de medio punto, que se extiende a lo ancho del hotel. Los arcos están sostenidos por pilares de mármol blanco sobre un nivel freático de granito. La mayoría de las aberturas a nivel del suelo contienen ventanas o puertas de tiendas. Las bahías tercera y cuarta desde la derecha contienen la entrada del hotel, mientras que la quinta bahía desde la izquierda contiene una entrada a Sony Hall. Como parte de una renovación de 2013, se instalaron dos marquesinas ornamentadas, una frente a las entradas de Sony Hall y otra del hotel.  Los pilares a ambos lados de la entrada del Sony Hall contienen letreros con marcos de bronce. La parte superior de cada arco contiene un marco de hierro tripartito, que separa las enjutas de hierro fundido entre el suelo y las ventanas del entrepiso, así como las propias ventanas del entrepiso. La parte superior de los arcos está rodeada de molduras y la clave de cada arco contiene una voluta con cintas a cada lado. Una fila de cuerdas de mármol corre por encima de la columnata del primer piso.
Las ventanas del segundo piso son ventanas de guillotina rectangulares rodeadas por molduras de orejas. Todas las ventanas comparten un alféizar de ventana con paneles, que contiene adornos justo debajo de cada ventana. Hay volutas que flanquean cada ventana, sobre las cuales se elevan bandas verticales de decoración foliada. La parte superior de cada ventana contiene claves con conchas y guirnaldas foliadas. Las ventanas están separadas por paneles de mármol que son alternativamente redondos y rectangulares, con marcos ornamentados. Los paneles contienen conchas en la parte inferior, así como guirnaldas, frontones curvos y cabezas de ángeles en la parte superior. Una cornisa corre por encima del segundo piso.

#### Pisos superiores
Los pisos 3 al 10 están en su mayoría revestidos de ladrillo simple con aberturas de ventanas rectangulares. Las aberturas de las ventanas del tercer piso están rodeadas por molduras de orejas; encima de cada ventana hay volutas que flanquean guirnaldas, que sostienen frontones triangulares y de arco rebajado. Las ventanas del piso 4 al 10 tienen un diseño sencillo, excepto los marcos de las ventanas y las salidas de aire acondicionado debajo de cada ventana. Comenzando en el tercer piso, los dos tramos exteriores están flanqueados por bandas estrechas de vigas de ladrillo. Las ventanas del piso 11 contienen molduras de orejas, guirnaldas debajo de cada ventana y piedras angulares elaboradas. Hay paneles de mármol entre la mayoría de las ventanas del piso 11 (excepto frente a los marcos); los paneles tienen formas alternas de rombos y circulares. Cada uno de estos paneles de mármol está rematado por tres ménsulas en forma de hojas de acanto.Un curso de cuerda corre por encima del piso 11.

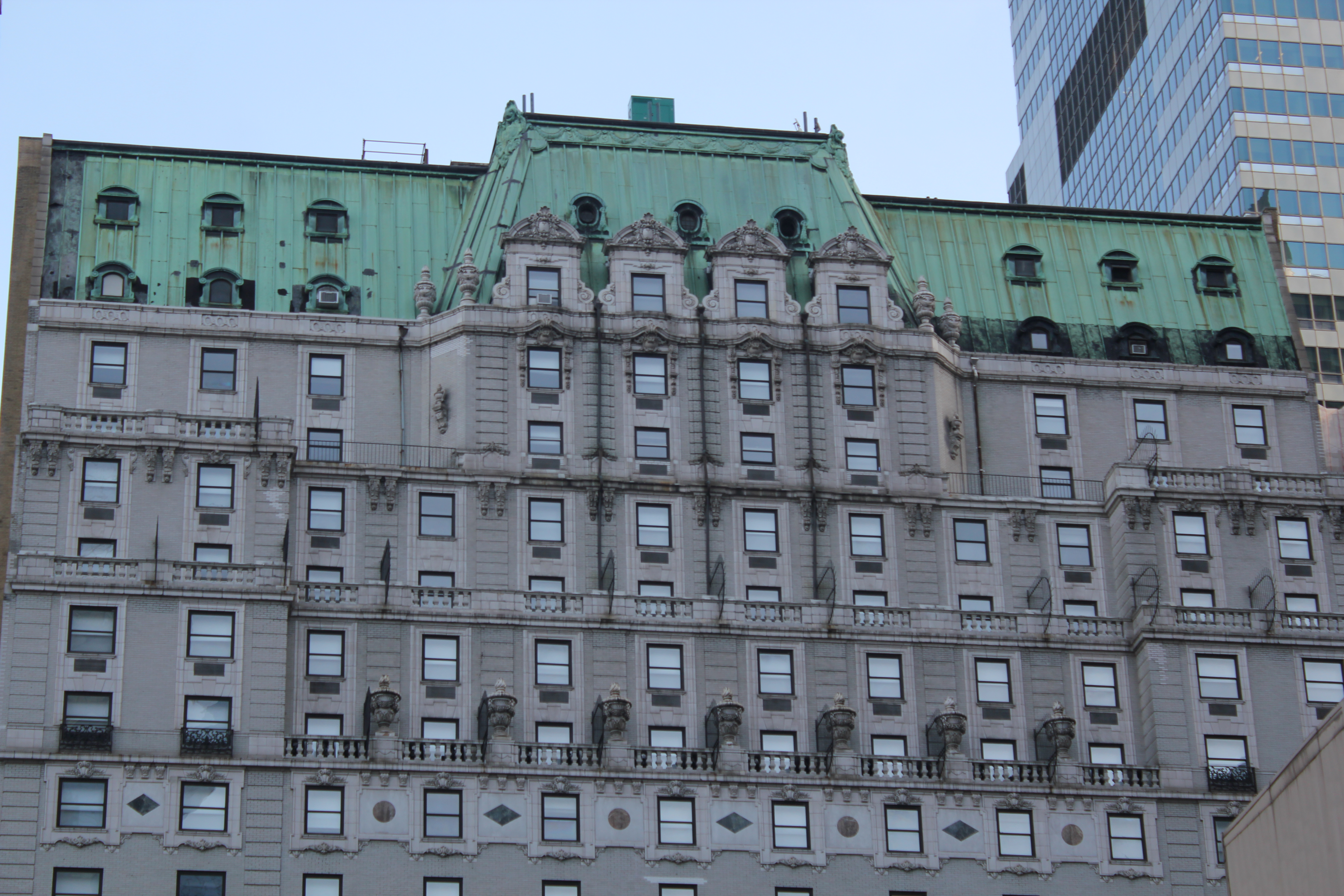
Fachada del Hotel Paramount sobre el piso 11. En el retranqueo del piso 12, hay una balaustrada de terracota frente a los ocho tramos centrales. Hay más contratiempos en los pisos 14, 16 y 18. Partes de la fachada están separadas verticalmente por rejas de hierro y rejas de seguridad metálicas.

En el retranqueo del piso 12, hay una balaustrada de terracota frente a los ocho tramos centrales. Cada una de estas bahías está separada por una urna con un remate de terracota. Se instalan rejas metálicas de seguridad entre la fachada y las urnas, dividiendo el balcón en varias secciones. Las cuatro ventanas exteriores del piso 12 están llenas de balaustradas de hierro. En el retranqueo del piso 14, hay una hilera de cuerdas y una balaustrada en los doce tramos; Las rejillas de metal están instaladas en varios puntos. Dentro de cada bahía, las ventanas de los pisos 12 y 13 se colocan dentro de la misma moldura de terracota, al igual que las ventanas de los pisos 14 y 15 en cada bahía. En cada uno de los pisos 12 al 15, hay bandas de quoins que separan cada uno de los tramos, excepto los dos tramos más exteriores a cada lado, que están separados por ladrillos lisos. Otra cornisa corre sobre el piso 15, sostenida por pares de ménsulas y hojas de acanto.
En los pisos 16 y 17, los cuatro tramos centrales se elevan sin retroceder más. Las tres bahías exteriores a cada lado están significativamente retrasadas, creando la impresión de un pabellón central saliente. Los vanos centrales y los vanos exteriores están conectados por secciones de pared diagonales, que están decoradas con urnas sobre volutas. Las dos bahías exteriores a cada lado tienen balaustradas de piedra, mientras que el resto de los pabellones exteriores contienen barandillas de hierro y rejas de seguridad de metal. Dentro de cada bahía, las ventanas de los pisos 16 y 17 se colocan dentro de la misma moldura de terracota. Cada uno de los cuatro tramos centrales está separado por una fila de crucetas. En el piso 17, los vanos centrales tienen frontones decorados con cartuchos y volutas. Un friso de terracota separa el piso 17 del techo.
Las elevaciones oeste y este generalmente están diseñadas en ladrillo simple con aberturas de ventanas rectangulares. Las secciones del sur de estas elevaciones contienen chimeneas por encima del piso 8, así como bandas de piedra en los retranqueos de los pisos 12, 14, 16 y 18. El alzado norte contiene balcones de terracota en cada retroceso, que se extienden a lo ancho de la fachada. Los contratiempos también cuentan con rejas metálicas de seguridad.

#### Techo
Las alas sur y norte comparten un techo a cuatro aguas en el centro, flanqueado por techos abuhardillados a ambos lados de cada ala. El techo central a cuatro aguas está rematado por un friso con cintas y guirnaldas, con cartelas en las esquinas. Sobre el resto de la cubierta discurre un albardillado liso.
Al sur, el cuerpo a cuatro aguas está flanqueado por dos volutas a cada lado. Las cuatro ventanas centrales contienen buhardillas de piedra en el piso 18; estos están rematados por frontones arqueados decorados con conchas y decoraciones foliares. El centro del piso 19 tiene tres buhardillas circulares de cobre con frontones, que se alternan con las ventanas del piso 18. En la elevación sur, cada uno de los vanos laterales tiene tres buhardillas de cobre en los pisos 18 y 19, con frontones arqueados segmentariamente. Al norte, hay dos buhardillas cuadradas en el piso 18.

### Interior

#### Vestíbulo

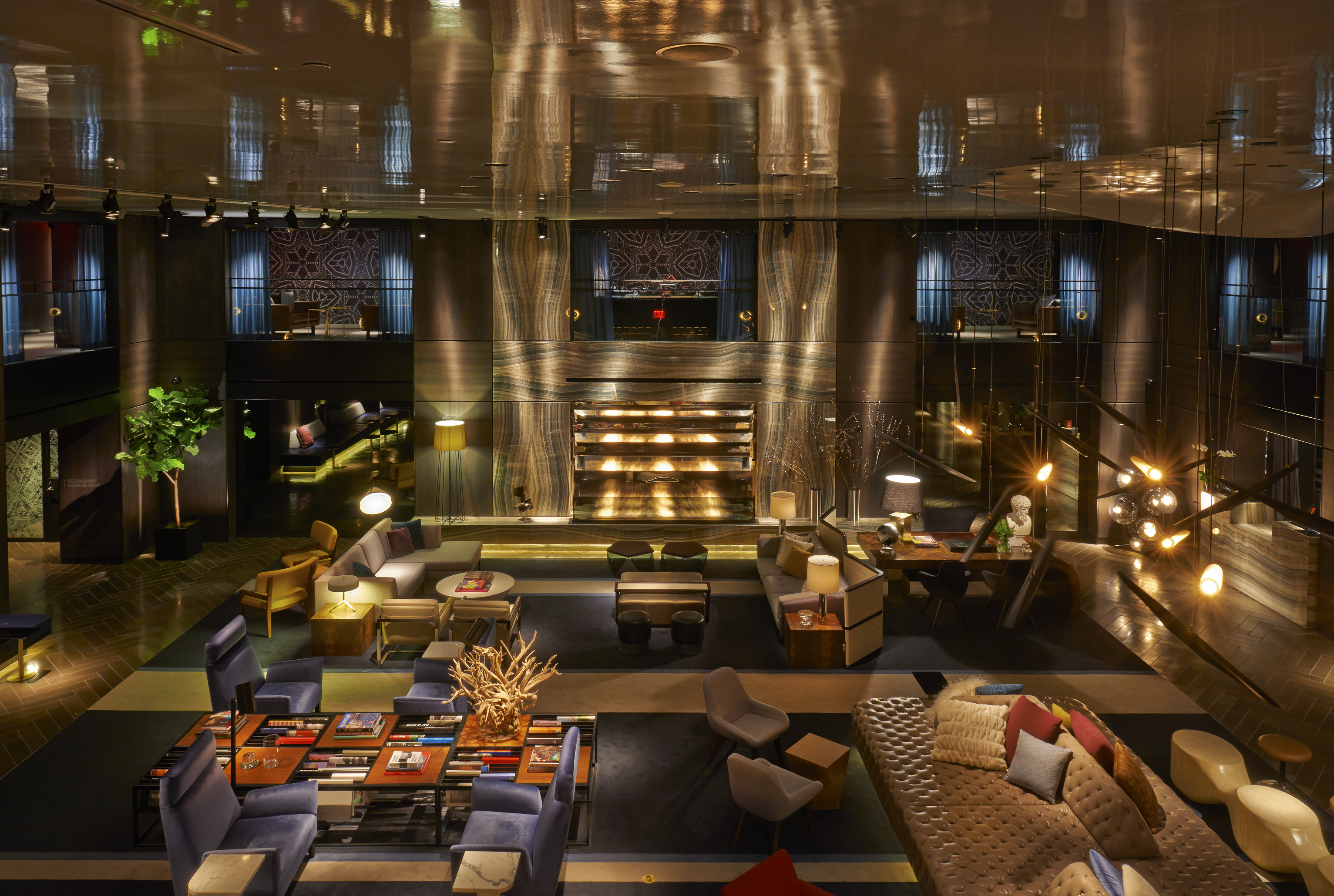
Vestíbulo del Hotel Paramount

El vestíbulo estaba originalmente decorado en mármol y contenía obras de arte de la propiedad de Cornelius Vanderbilt. El moderno diseño del vestíbulo data de una renovación de 1990 realizada por Philippe Starck, quien se inspiró en temas de ciencia ficción  y transatlánticos del siglo XIX. El vestíbulo está decorado con estuco y las paredes de mármol tienen nichos decorados con rosas, que encierran un quiosco, un mostrador de recepción, un cajero y un conserje. 2,000 pies cuadrados (190 m   se coloca un panel de pan de oro blanco en una pared. También hay muebles de varios diseños, así como una zona de estar central alfombrada con sofás, sillas y una alfombra de tablero de ajedrez. En el vestíbulo también se presentan muebles de diseñadores como Marc Newson, Antoni Gaudí y Jean-Michel Frank. En el nivel principal también había una brasserie operada por Dean & DeLuca, así como un restaurante de comida para llevar. En la parte trasera del vestíbulo estaba el Whisky Bar, diseñado de manera "semi-industrial" con Polaroids en las paredes. Un crítico dijo sobre el vestíbulo: "A pesar de sus interiores severos de hormigón, tiene algo de valiente".
El vestíbulo también tiene un entrepiso que abarca 2,000 pies cuadrados, que envuelve el espacio de la planta baja. Los niveles del suelo y del entrepiso están conectados por una escalera de plexiglás y mármol, que está diseñada para dar la impresión de que está flotando. Después de la renovación en 1990, el entrepiso tenía una sala de cine, un gimnasio y un centro de negocios. El entrepiso del vestíbulo también contenía una sala de juegos diseñada por Gary Pante, aunque la sala de juegos ya ha sido desmantelada. Starck diseñó lámparas personalizadas para el entrepiso, que posteriormente se vendieron comercialmente con el nombre de "Miss Sissi". En este nivel también se ubican los baños, decorados con azulejos multicolores. Cuando se renovó, Pierre Sabatti rediseñó los baños del entrepiso con lavabos de acero inoxidable, en forma de conos y decorados con grabados de hojas y plumas. Un escritor de Newsday caracterizó los baños del entresuelo como uno de los diez mejores baños de la ciudad de Nueva York. salón sony

#### Sony hall
Cuando se completó, contenía una sala de 850 asientos que medía 75 por 100 pies (23 por 30 m), con un 19 pies de alto (5.8 m) Techo y vestidores anexos. En 1938, la sala se convirtió en un club nocturno llamado Diamond Horseshoe de Billy Rose. El espacio del sótano luego se convirtió en un teatro y fue conocido por varios nombres, incluso como Stairway Theatre, Mayfair Theatre y Century Theatre.  Desde 2018, el teatro en el sótano ha operado como un lugar de eventos llamado Sony Hall.
El diseño original de Lamb para el espacio fue una versión nostálgica de un salón de la década de 1890. El diseño se basó en el de los asadores y restaurantes de Europa, con satén de Celanese rosa, azul y blanco en la entrada. El diseño actual data de una renovación en 2013, realizada por el estudio de arquitectura Stonehill & Taylor y la diseñadora de interiores Meg Sharpe, ya que la mayoría de los elementos del diseño original estaban demasiado deteriorados para ser restaurados. La entrada de Sony Hall conduce a una gran escalera de mármol, que ha sido envejecida con técnicas de pintura escénica. El interior de la sala principal es en gran parte una construcción nueva, pero toma elementos de diseño de la intención original de Lamb, como las lunetas y un friso. El techo de la sala está diseñado con múltiples cúpulas y molduras que enmarcan una elipse central que contiene un cielo nocturno de fibra óptica. Las paredes están revestidas con espejos facetados antiguos sobre asientos de banqueta curvos construidos en gradas con barandas curvas. Vainas de asientos elevados adicionales salpican el espacio.

#### Otros espacios
Los elementos decorativos originales del incluían puertas de ascensor de bronce de estilo barroco, así como escaleras de mármol con pasamanos de hierro. Después de la renovación de 1990, los ascensores fueron reacondicionados con luces multicolores en colores esmeralda, rubí, índigo y ámbar. El vestíbulo del ascensor se redecoró con paredes de espejos, que una publicación comparó con una "casa de la risa".
Desde 1990, cuenta con 610 habitaciones, que  individuales y dobles. La mayoría de las suites son pequeñas, miden solo 8 por 10 pies. Newsday comparó el tamaño de las suites con un "armario de suministros de limpieza", y un crítico del Orlando Sentinel escribió que su habitación individual "era muy pequeña, al borde del confinamiento". Cada suite contenía una reproducción de una pintura de Vermeer. Las camas fueron diseñadas con cabeceros dorados debajo de las pinturas. Otras características del diseño incluyen lavabos cónicos y "sillas de respaldo alto con curvas inusuales". Según Newsday, las habitaciones renovadas tienen "espejos de pronóstico del tiempo e iluminación ambiental".

## Historia
Times Square se convirtió en el epicentro de las producciones teatrales a gran escala entre 1900 y la Gran Depresión. Durante las décadas de 1900 y 1910, la mayoría de los teatros del vecindario estaban agrupados alrededor de Broadway, pero los límites del distrito de los teatros se expandieron hacia el oeste hasta la Octava Avenida después la Primera Guerra Mundial Avenue en conjunto con la construcción de la Línea de la Octava Avenida del Metro de la Ciudad de Nueva York.

### Desarrollo
Cuatro de los lotes, en 235–241 West 46th Street, habían sido adquiridos en 1925 por Spear Construction Company. En diciembre de 1925, 235 West 46th Street Company (una asociación entre Isidore Zimmer, Samuel Resnick y Frank Locker) compró los sitios en 235–241 West 46th Street. Zimmer, Resnick y Locker ampliaron aún más el sitio en marzo de 1926 con la adquisición de dos lotes en 243–245 West 46th Street, que podían acomodar una estructura de hasta 23 pisos. Ese junio, Thomas W. Lamb presentó planes para un hotel en los seis lotes en nombre de 235 West 46th Street Company. Debía contener un teatro de 1.015 asientos en la planta baja con un salón de baile, oficinas y habitaciones de hotel encima. Conocido ya como el Hotel Paramount, tendría un vestíbulo del Renacimiento español, un comedor de 22 asientos y nueve escaparates, además de 12 pisos de habitaciones de hotel.
Para enero de 1927, se habían completado las excavaciones. En ese momento, los planes  se cambiaron para brindar 612 habitaciones en 18 pisos. En última instancia, el hotel fue diseñado como una estructura de 700 habitaciones con 20 pisos. Los constructores obtuvieron un préstamo de $2 millones (alrededor de $24 millones en 2020 ) de Hughes y Hammond en mayo de 1927. Ese noviembre, la Asociación de Vendedores de Ropa (GSA) arrendó el piso 19 del hotel para usarlo como casa club. En marzo de 1928, el Congreso de la Construcción de Nueva York otorgó premios de artesanía a 20 trabajadores de la construcción, y Realty Acceptance Corporation colocó un segundo préstamo hipotecario de $350,000 en el edificio (NaN ). La construcción costó finalmente $5 millones (alrededor de $60 millones en 2020 ). La Asociación de la Octava Avenida entregó una placa para celebrar la finalización del hotel, reconociendo la "contribución del hotel al prestigio del distrito".

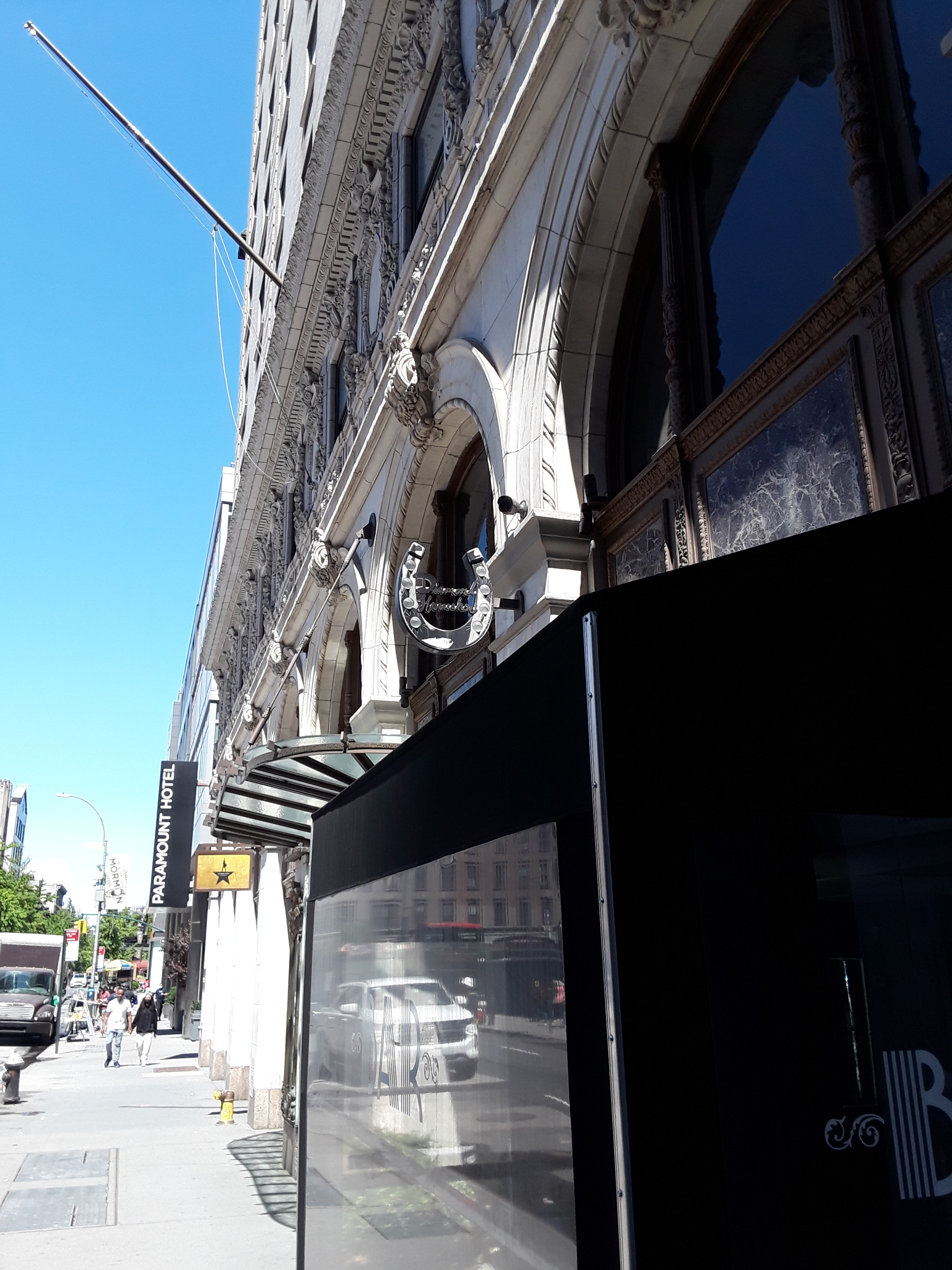
Entrada a Sony Hall, que reemplazó al club nocturno Diamond Horseshoe de la década de 1930

A. Lincoln Scott fue contratado como el primer gerente del hotel, y asumió su operacióncuando abrió informalmente el 5 de junio de 1928. Abrió formalmente el 12 de junio de 1928, con una cena banquete a la que asistieron entre 600 y 800 invitados. La GSA abrió su propia casa club en el hotel el 1 de agosto de ese año. Estaba en suspensión de pagos en 1929 y Irving Trust Company se hizo cargo. En abril de 1930, se vendió a Knott Hotel Corporation de William J. Knott, junto con otros siete hoteles; los operadores contrataron a Charles L. Ornstein como nuevo gerente poco después.
Luego de una investigación de un año, a mediados de 1930, el gobierno de los Estados Unidos solicitó una orden judicial contra el asador del hotel porque violaba las ordenanzas de la era de la Prohibición. Un juez otorgó la orden judicial en julio de 1930, prohibiendo el funcionamiento de la parrilla. Posteriormente, el Hotel Paramount Grill se estaba utilizando para actuaciones musicales. Charlie Barnet dirigió una banda allí desde 1932 en adelante.
El Chase National Bank ejecutó el primer préstamo hipotecario del hotel en 1933, y Joseph A. Gavagan fue nombrado síndico. Al año siguiente, 235 West 46th Street Company anunció planes para reorganizarse bajo la Ley Federal de Quiebras. volvió a ser subastado a principios de 1935, y Chase se hizo cargo del edificio después de presentar una oferta de $500.000. A finales de 1938, el animador Billy Rose contrató a Albert Johnson para diseñar un club nocturno en el sótano, dentro de la antigua sala de la parrilla. El club abrió esa Navidad bajo el nombre de Diamond Horseshoe de Billy Rose, ganando $2 millones durante sus primeros dos años. Chase National Bank lo vendió en 1945 a Louis Ritter y Eugene Bogdanffy. Al año siguiente, se revendió por 3,6 millones de dólares a un sindicato con sede en Chicago representado por Abbell, Edelman, Portes y Abbell. Charles Ornstein continuó administrandolo. En ese momento, se caracterizó como un "hotel transitorio comercial" con muchos residentes a tiempo completo a fines de la década de 1940. Durante este tiempo, el hotel prosperó y los huéspedes tenían servicio de habitaciones completo.

### 1950 a principios de 1980

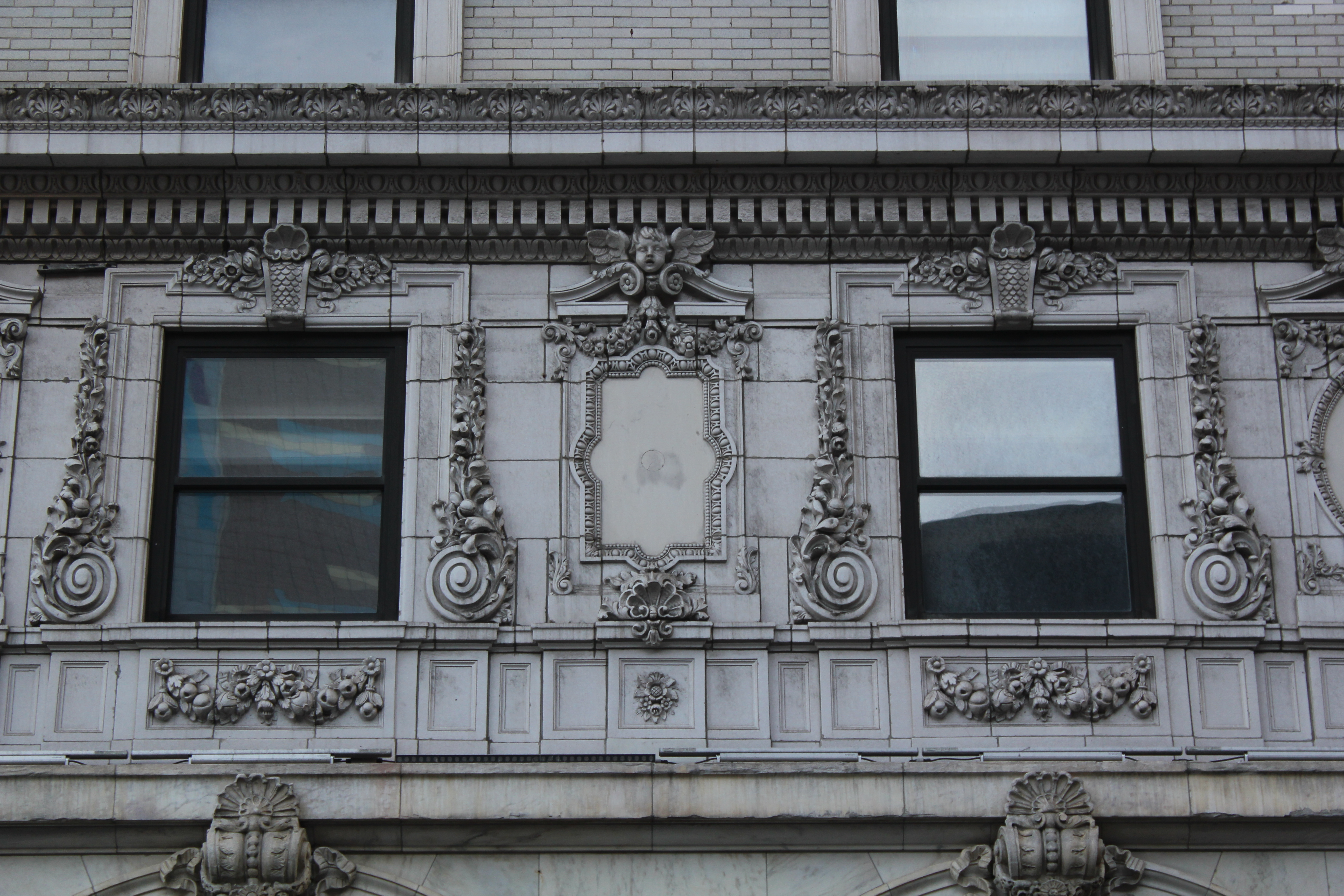
detalle ventana

El club nocturno Diamond Horseshoe en el sótano de Paramount cerró en 1951, y la patinadora artística Sonja Henie intentó operar una pista de hielo en el sótano. Después del cierre de la discoteca, los precios de las habitaciones comenzaron a disminuir y se eliminó el servicio de habitaciones. Posteriormente, el gobierno federal de los EE. UU. comenzó a negociar el arrendamiento del hotel Paramount. En octubre de 1953, luego de 14 meses de negociaciones, el gobierno acordó apoderarse del hotel y convertirlo en oficinas del Servicio de Impuestos Internos, pero esta conversión no se produjo. En ese momento, la Administración de Servicios Generales, que controlaba el espacio de oficinas del gobierno federal, estaba tratando de reducir la cantidad de espacio que alquilaba. Anthony Parella también propuso abrir un lugar de teatro legítimo en el antiguo espacio Diamond Horseshoe en 1954. Herbert A. Weissberg compró el Paramount del grupo hotelero Abbell en 1957. Los nuevos dueños obtuvieron un préstamo de $350,000 en 1959, y George Geiger firmó un contrato de arrendamiento para operarlo el mismo año.
Sus operadores arrendaron su sótano como teatro en diciembre de 1960  a la sociedad de Irving Maidman y Norman Twain. Russell Patterson renovó el sótano en el Mayfair Theatre, un lugar fuera de Broadway de 299 asientos, que se inauguró en marzo de 1961. En mayo siguiente, un sindicato inmobiliario encabezado por Frank H. Klein, Sheldon Hertz, Blair H. Goldberg y Robert M. Rose adquirió su  contrato de arrendamiento  y Courtesy Operating Corporation se hizo cargo de las operaciones. En ese momento, los dueños anteriores habían gastado $750,000 durante los cinco años anteriores para renovarlo. El Mayfair duró dos años como una casa fuera de Broadway antes de que Maidman lo convirtiera en un cabaret. Se vendió una vez más a fines de la década de 1960, y su sótano funcionó como un lugar burlesco en 1969.  Además, en 1972 se construyó un estudio de producción para Sear Sound dentro del hotel.  Durante gran parte de la década de 1970, el sótano funcionó como un teatro de clase Broadway.  
En 1980, funcionaba como un hotel de precio medio llamado Century-Paramount, con habitaciones individuales que oscilaban entre $36 y $46 por noche. Un crítico en ese momento dijo que, aunque las habitaciones "no eran pintorescas" con armarios excesivamente pequeños, el crítico dijo que "todo está bien cuidado". Al año siguiente, el Century Theatre en el sótano del hotel se cerró y se convirtió en una escuela de contadores. A mediados de la década de 1980, The New York Times caracterizó el hotel como "una parada turística desaliñada en la Octava Avenida", que atraía a "viajeros europeos de bajo presupuesto dispuestos a dormir cuatro en una habitación". La Comisión de Preservación de Monumentos Históricos de la Ciudad de Nueva York (LPC) había comenzado a considerar proteger el interior del sótano de Century-Paramount como un hito oficial de la ciudad en 1982, y las discusiones continuaron durante los siguientes años; El LPC negó el estatus de hito al interior del sótano en 1987, durante un amplio esfuerzo para otorgar el estatus de hito a los teatros de Broadway.

### Operación Schrager

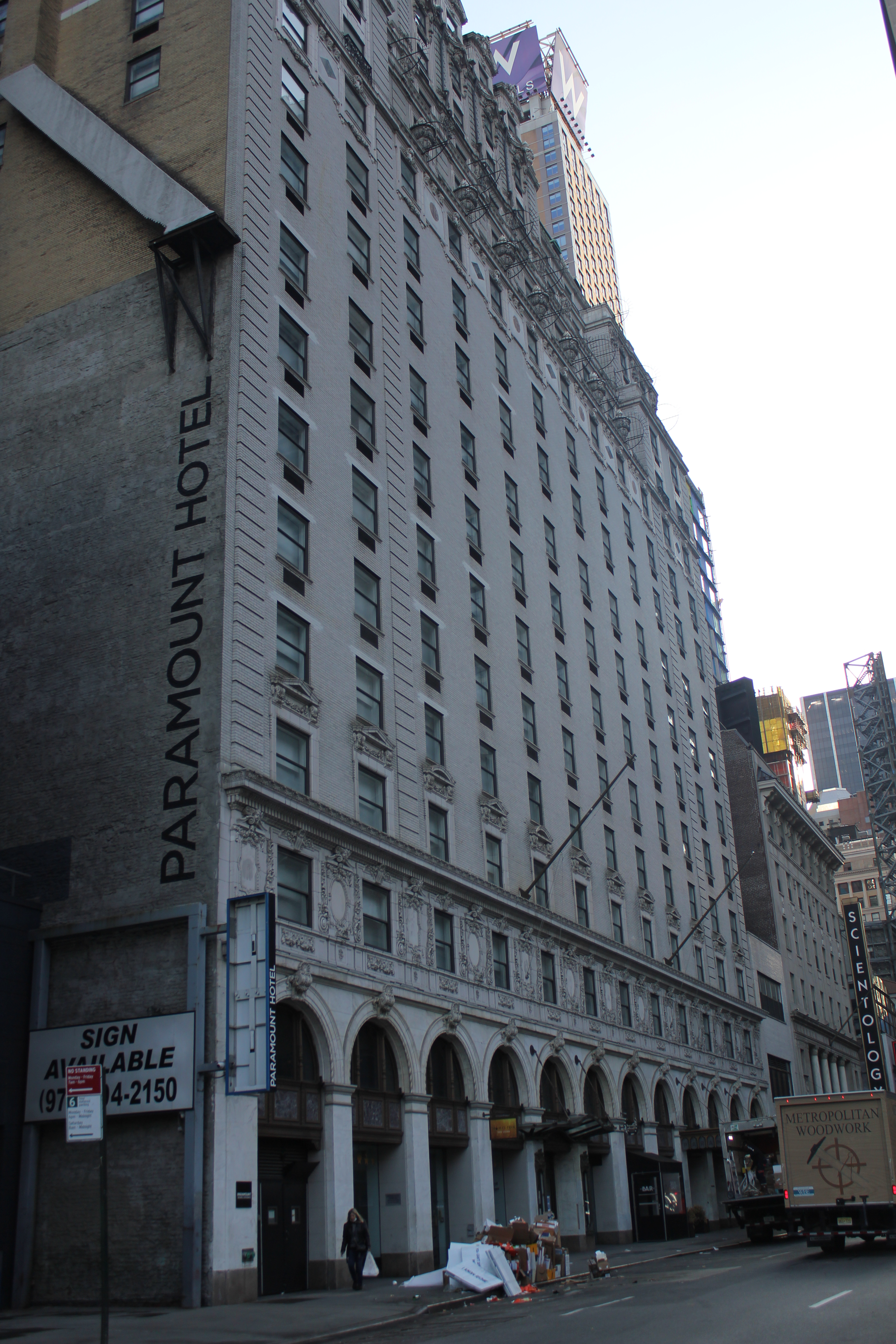
vista desde el oeste

Philip Pilevsky y Arthur G. Cohen lo adquirieron en 1986 por 30 o 35 millones de dólares. Los socios planearon renovarlo,  incluyendo el teatro del sótano. Pilevsky y Cohen delegaron la operación en Ian Schrager y Steve Rubell, los antiguos operadores del club nocturno Studio 54. Schrager despidió a los 130 trabajadores del hotel y entrevistó a 4.000 personas para cubrir los puestos; hizo publicidad en revistas de entretenimiento como Playbill y Variety, organizando audiciones para los candidatos. Schrager había reemplazado al personal porque prefería a los trabajadores que tenían "belleza y elegancia peculiares", a diferencia de los trabajadores de hostelería titulares, de quienes dijo que eran "demasiado cínicos" y "tenían demasiadas ideas". Schrager pudo más que duplicar las tasas de ocupación en dos años, del 38% en 1986 al 82% en 1988. Cuando Rubell murió poco después, Schrager continuó operandolo solo, su primera empresa sin su socio de toda la vida.
Fue cerrado por un proyecto de remodelación de 18 meses en 1988. El espacio, rediseñado por Haigh Architects con decoraciones de Philippe Starck, fue renovado y rebautizado como Paramount Hotel. El proyecto, que costó $ 31,3 millones, añadió varios servicios y restaurantes. Sus 610 habitaciones se reabrieron gradualmente a partir de finales de 1989, y se completaron cuarenta habitaciones cada dos semanas. Reabrió oficialmente en agosto de 1990; para publicitar la renovación, se envió una gran cantidad de manzanas a las agencias de viajes, una alusión al apodo de la ciudad de Nueva York, la Gran Manzana. Schrager también pagó a Wieden & Kennedy para crear tres anuncios para el hotel, que se emitieron durante los Premios de la Academia de 1992. La tasa de ocupación hotelera de la ciudad en ese momento era relativamente alta y el vecindario circundante estaba deteriorado, lo que llevó a un observador a escribir: "Que Schrager gastaría más de $1 millón en anuncios en este momento es cuestionable". A pesar de su ubicación central, cobraba menos de $100 por noche por las habitaciones más baratas. La restauración fue parte de un renacimiento del área de Times Square. Después de las renovaciones, Schrager y Pilevsky se atrasaron en el pago de los impuestos municipales sobre la propiedad y debían $2,6 millones en 1991. El Whiskey Bar abrió sus puertas en 1991 y fue instantáneamente popular; esto fue seguido en 1992 por un restaurante llamado Brasserie des Theatres. Schrager planeó gastar $2 millones en la renovación del sótano vacante en un club nocturno similar a Studio 54, pero permaneció vacío. Un restaurante llamado Coco Pazzo Teatro abrió en 1996. Starck diseñó otra renovación  en 1998, que tomó siete meses y costó $7 millones. La iluminación del vestíbulo se iluminó, mientras que las habitaciones se pintaron en gran parte de blanco y se reacondicionaron con muebles nuevos.  El Whisky Bar se trasladó al W Times Square en 2001, y el espacio fue reemplazado por un pequeño bar.

### SigloXXI

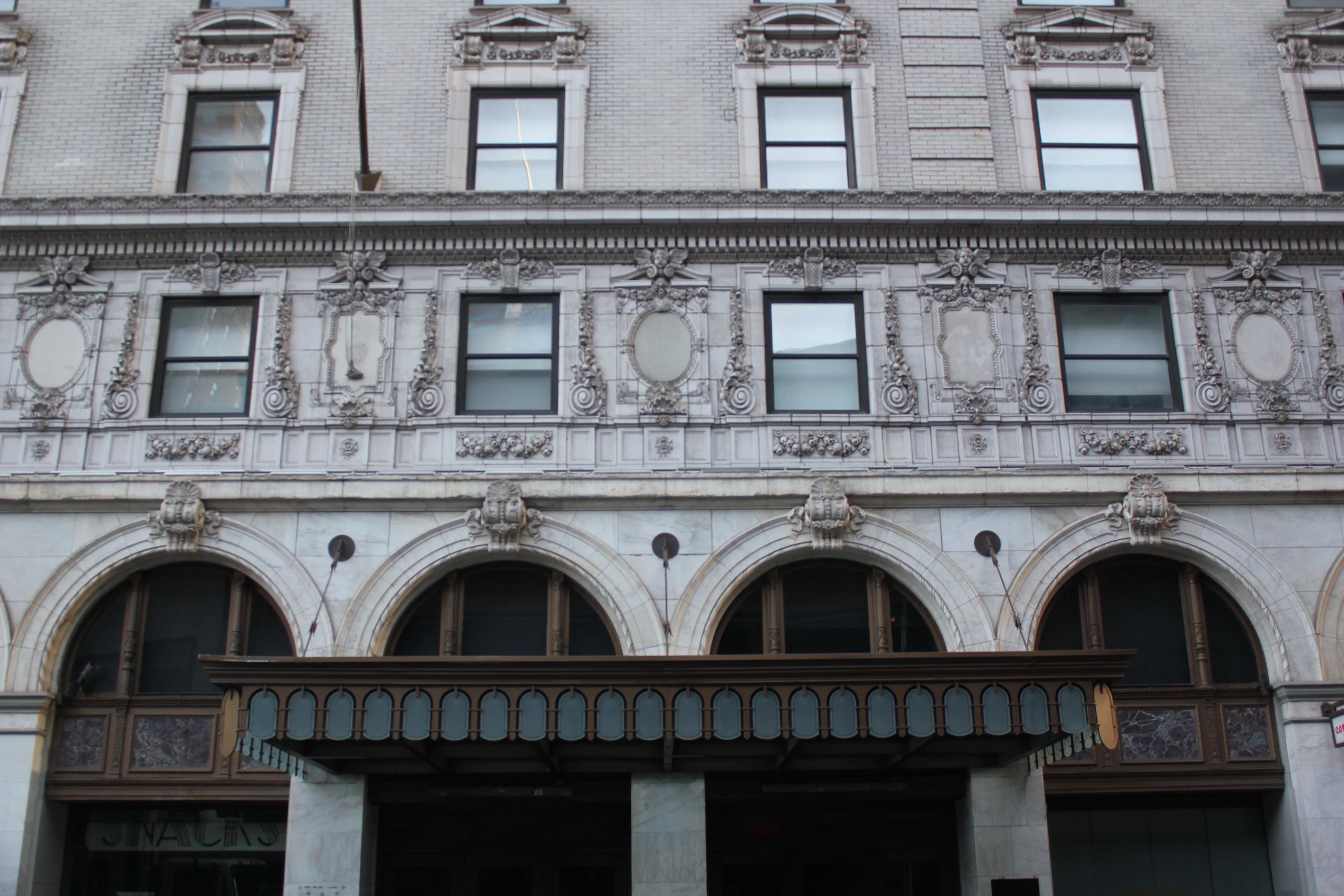
Entrada al Hotel Paramount en el lado este de la fachada de la calle 46

En 2004, Schrager lo vendió por 126 millones de dólares a Becker Ventures LLC, Sol Melia Hotels and Resorts y Hard Rock Cafe. Sol Meliá y Hard Rock, que eran los accionistas minoritarios, planearon renovarlo y renombrarlo como Hard Rock Hotel New York. La renovación no se llevó a cabo y la sociedad entre Sol Meliá y Hard Rock se disolvió en 2006, siguiendo siendo operado como Paramount. Hard Rock se vendió a Seminole Tribe of Florida ese año, y su participación en la propiedad de Paramount se vendió a Walton Street Capital en 2007. Fue renovado en un proyecto que se completó en abril de 2009. El LPC diseño el exterior  como un hito de la ciudad de Nueva York el 17 de noviembre de 2009, citando su importancia de como uno de los pocos edificios no teatrales de Lamb.
En 2011, sus propietarios, Walton Street Capital y Highgate Holdings, intentaron venderlol, teniendoen ese momento tenía 597 habitaciones.  Ese junio, fue vendido a RFR Holding de Aby Rosen. RFR obtuvo $40 millones de préstamos mezzanine para financiar la compra y posteriormente renovó el hotel por $40 millones. El costo incluyó una conversión de $20 millones del sótano abandonado hace mucho tiempo en el lugar de entretenimiento Diamond Horseshoe, que se inauguró a fines de 2013. Cerró en 2015 y sirvió como espacio privado durante tres años. En marzo de 2018, Blue Note Records y Sony Music reabrieron el club nocturno como sala de conciertos Sony Hall.
RFR cerró Paramount Bar and Grill y la cafetería Corso en febrero de 2018, y también suspendió el servicio a la habitación. Ese abril, Rosen obtuvo un préstamo de 140 millones de dólares del Aareal Bank. RFR renovó el hotel nuevamente en 2021 y comenzó a solicitar compradores para la propiedad. La renovación, diseñada por Stonehill & Taylor y Meyer Davis Studios, incluyó las habitaciones, el vestíbulo y otras áreas públicas. El Paramount Bar & Grill y una cafetería llamada Corso también se abrió dentro.